# こおり鬼 Online
こおり鬼 Online！ (こおりおに おんらいん!、朝: 얼음땡 온라인) とは、EOAG Gamesから配信されているiOS・Android用スマートフォンゲームアプリ。基本プレイは無料だが有料の課金アイテムが存在する。2018年1月31日にリリースされた。

## 概要
氷鬼をモチーフにしたオンラインゲーム。最大30人でゲームすることが可能。着せ替えなどの機能もある。
2019年3月からボイスチャット機能が実装された。

## モード

### 正式モード
正式モードではレートを上げることのできるランクゲームがある。2、3か月間隔でシーズンが設定されており、シーズンが終わると各階級別に報酬が支給されレートが1000に初期化される。各モードでレート4000以上かつ、上位200位にランクインすると限定コスチューム(ランクコスチューム)が受け取れる。限定コスチュームは各モードのイメージカラーに沿った色である。

#### こおり鬼モード
基本的なモード。制限時間はおよそ3分で鬼2人、逃亡者6人で行われる。鬼は逃亡者を攻撃することで二度と動けない状態にすることができる。一方逃亡者は身の危険を感じたらこおることができる。氷の状態になると鬼が攻撃しても死ぬことはない。また、その氷を味方(逃亡者)が攻撃すると氷が割れて再び動くことが可能となる。時間内に逃亡者を全員倒す、もしくは全員をこおらせて身動きの取れない状態にすると鬼側が勝つ。反対にタイムオーバーとなった時、一人でも逃亡者が残っていると逃亡者側が勝つ。制限時間はマップの広さによって多少変化する。なお、アイテムがあるため、アイテムを活用することもできる。
　モードのイメージカラーは青。

#### チームバトルモード
4人vs4人で行われる。1ラウンド1分30秒で行われ、2ラウンド先取で勝利となる。相手を攻撃することで、攻撃された人は氷漬けとなり身動きが取れなくなる。しかし味方の氷を攻撃することで再び氷状態が解除される。しかし、氷状態が長く続くと、クラン戦の場合のみ氷の色が灰色になり救助不可になってしまう。相手への攻撃と味方の救助を繰り返し、相手チーム全員をこおらせて身動きできない状態にすると勝利。ランク戦ではアイテムを使いこなすことが重要だ。なお、深夜から早朝にかけて人数の少ない時間帯は3人vs3人で行われることもある。
　モードのイメージカラーは赤。

#### 1対1モード
1人vs1人で行われる。1ラウンド1分で行われ、2ラウンド先取で勝利となる。各プレイヤーはラウンド開始時ライフを3つ所持しており、先に相手のライフを0にした方の勝利。保護膜ボタンで相手の攻撃を防ぐこともでき、保護膜ボタンは一定時間のクールタイムののち回復する。相手の保護膜を攻撃してしまった場合自身の移動速度が下がるが、自分が保護膜を張った状態で相手に攻撃される、もしくは相手のライフを削った場合自身の移動速度が上がる。
　モードのイメージカラーは黒。

#### 旗取りモード
4人vs4人で行われる。1ラウンド2分で行われ、2ラウンド先取で勝利となる。相手陣地にある旗を自陣まで運ぶと勝利。敵から攻撃されると氷漬けとなり、再スタートする位置を自陣・マップ中央から選択できる。なお、人の少ない時間帯では、3人vs3人で行われる。
　モードのイメージカラーは緑。

#### 墜落モード
4人vs4人で行われる。1ラウンド1分40秒で行われ、2ラウンド先取で勝利となる。マップの外に落とす、もしくはブラックホールに触れると氷漬けになる。時間経過につれてブラックホールが多方向から近づき、マップが狭まる。先に相手を全員氷漬けにすると勝利。なお、人数が少ない時間帯では3人vs3人で行われる。
　モードのイメージカラーは紫。

#### こおり鬼(チームモード)
5人vs5人で行われる。全6ラウンドあり、40秒ごとに鬼と逃亡者の役割が交代する。基本的なルールはこおり鬼モードと同じだが、鬼のターンでは味方を救助することができない。また、こおり鬼モードとは違い、アイテムは存在していないため注意。なお、人数の少ない時間帯では、3人vs3人で行われる。
　モードのイメージカラーは白。

### 期間限定モード
期間限定モードではレートの制度はなく、アップデートによってさまざまなモードが製作されている。

カスタム
カスタム専用のマップ(カラオケなど)や、前述したモードなどがある。モードは、カスタムを自ら制作することで、自分の好きなステージを選択できる。カラオケでは、ボイスチャットを使用することができ、プレイヤーと会話や歌うことを楽しむことができる。

### その他の機能
フレンド機能
200人のフレンドが登録でき、フレンドになった人とはフレンドチャットで話すことができる。他にもデュオ機能があり、韓国サーバーでは、こおり鬼モード、チームバトルモード、旗取りモード、墜落モード、こおり鬼(チーム)モードがプレイでき、日本サーバーでは氷鬼モードと墜落モードのみをプレイすることができる。
カップル機能
キューブを支払うことでカップルリングを購入でき、相手に申請をし、同意すると結ばれる。拒否された場合も、何度でも申請を行うことができる。カップリングが成立した場合、ハートのエフェクトで繋がり、ロビーに相手が表示される。エフェクトはキューブでアップグレードできる。五段階あり、四段階まではキューブで購入できて、最終段階は結婚式をすることによってアップグレードできる。カップル期限は、一日、七日、三十日、無期限とある。途中で購入し、延長することも可能。カップルの期間にあわせて報酬が配布される。カップルルームという二人しか入れないルームもある。結婚式は行うことで特別な報酬が貰える。カップルを切るとその報酬も失う。